# Pendyala Harikrishna
Pendyala Harikrishna (en telugu: పెండ్యాల హరికృష);(Guntur, Andhra Pradesh, 10 de maig de 1986), és un jugador d'escacs indi, que té el títol de Gran Mestre des de 2001. En aquella data, fou el més jove Gran Mestre de l'Índia, un honor en el qual seria superat el 2006, amb l'obtenció del títol per part del prodigi dels escacs Parimarjan Negi.
A la llista d'Elo de la FIDE del gener de 2022, hi tenia un Elo de 2717 punts, cosa que en feia el jugador número 3 (en actiu) de l'Índia, i el 25è millor jugador al rànquing mundial. El seu màxim Elo va ser de 2764 punts, a la llista del juny de 2016 (posició 12 al rànquing mundial).

## Resultats destacats en competició
El 1996 va proclamar-se Campió del món Sub-10 a Cala Galdana.
El novembre de 2004, va guanyar el Campionat del món juvenil, celebrat a Kochi.
El mateix any 2004, fou segon al Festival d'Abu Dhabi, empatat amb Pavel Kotsur i Mikhail Kobalia (el campió fou Dmitri Botxarov).
El juliol de 2005, guanyà la 2a Copa GM Hotel Sanjin International de Taiyuan amb 8.5/11, un punt per davant d'Aleksandr Motiliov, i dos per davant de Wang Yue i Bu Xiangzhi.
L'octubre de 2005, va participar, com a Campió del món juvenil, a la Copa del món de 2005 a Khanti-Mansisk, un torneig classificatori per al cicle del Campionat del món de 2007, on tingué una actuació bastant bona, i fou eliminat en tercera ronda (setzena de final) per Aleksei Dréiev.
Entre el 28 de juliol i el 7 d'agost de 2006, va disputar i guanyar el quart Memorial Marx György (Categoria 15, amb una mitjana Elo de 2622 segons els rànquings de juliol de 2006) celebrat a Paks, Hongria, per davant de Wang Yue i Zoltán Almási.
L'agost de 2006, va guanyar el Campionat del món júnior d'Escacs 960, vencent n'Arkadij Naiditsch per 4½-3½ a la final. Va formar part, com a primer tauler de l'equip de l'Índia que va assolir el tercer lloc al Campionat del món d'escacs per equips de 2010 celebrat a Bursa.
El maig de 2011 va guanyar el Campionat d'escacs de l'Àsia. Entre l'agost i el setembre de 2011 participà en la Copa del món de 2011, a Khanti-Mansisk, un torneig del cicle classificatori pel Campionat del món de 2013, i hi tingué una raonable actuació. Avançà fins a la quarta ronda, quan fou eliminat per Dmitri Iakovenko (½-1½).
El 2012 es proclamà vencedor del fort obert d'escacs de Cappelle-la-Grande, empatat a 7 punts amb quatre jugadors, entre els quals hi havia el seu compatriota Parimarjan Negi. El juliol de 2012 fou subcampió a l'Obert Vila de Benasc (el campió fou Dan Zoler).
El juliol de 2014 fou campió de l'Obert del Festival de Biel.
El juny del 2015 guanyà el X Festival Internacional Edmonton, jugat a la ciutat canadenca Edmonton, amb 7½ punts de 9, un punt per davant dels Grans Mestres Wang Hao, Surya Ganguly i Vassil Ivantxuk. L'octubre de 2015 fou campió del Pokerstars Illa de Man amb 7½ punts de 9, els mateixos punts que Laurent Fressinet i Gabriel Sargissian però amb millor desempat.
El febrer de 2020 va competir al Festival Internacional d'Escacs de Praga, un torneig round-robin de categoria XIX amb deu jugadors, i hi acabà setè, amb 4.5/9 (el campió fou Alireza Firouzja).
El gener de 2021 va participar al Tata Steel de 2021, on hi acabà setè, dos punts per sota del campió Jorden van Foreest.

## Palmarès en competició
- Campionat del món Sub-10, 1996, Menorca, Or.
- Campionat del món de ràpides Sub-12, 1996, París, Plata.
- Olimpíada infantil, 1998, Istanbul, Or.
- Campionat d'escacs de la Commonwealth, 2000, Sangli, Or (Sub-18).
- Mestre Internacional més jove de l'Índia, 2000.
- Campionat d'Àsia Sub-14, 2000, Teheran, 2000–01, Or.
- Campionat Nacional 'A', 2000, Mumbai, cinquè.
- Campionat d'Àsia júnior, 2000, Mumbai, Plata.
- Olimpíada d'escacs, 2000, Istanbul, primera norma de GM.
- Torneig Corus, 2001, Wijk Aan Zee, segona norma de GM.[25]
- Campionat Nacional 'A', 2000, Nova Delhi, Cinquè.
- Campionat d'Àsia júnior, 2001, Teheran, Plata.
- Campionat d'Àsia, 2001, Kolkata, Desè; classificat pel Campionat del món; norma final de GM.
- GM més jove de l'Índia, 2001.
- Torneig Ron Banwell MSO Masters, 2001, Londres, Or.
- Campionat d'escacs de la Commonwealth, 2001, Londres, Or.
- Hastings International Chess Congress, 2001/02, empatat als llocs 1r-3r.[26]
- Campió del món júnior, 2004.[5]
- Torneig de Tiayuan Sanjin Hotel Cup (Categoria XV) a la Xina, el 20 de juliol de 2005, primer en solitari, per davant d'Aleksandr Motiliov.[27]
- 9è Torneig Essent, Hoogeveen, 2005, primer.[28]
- Torneig de Bermuda, 2005, empatat al primer lloc amb Borís Guélfand.[29]
- Torneig de Pamplona, 2005, (Categoria XVI), empatat als llocs 2n-3r amb Ivan Txeparínov (el campió fou Ruslan Ponomariov).[30][31]
- Obert de Reykjavík, 2006, empatat al primer lloc.[32]
- 4t Memorial Marx Gyorgy a Hongria, 2006, primer en solitari, per davant de Zahar Efimenko.[33]
- Obert d'Ordix (ràpides) - empatat al tercer lloc.[34]
- Guanya n'Arkady Naiditsch a Mainz 2006, i esdevé Campió del món júnior de Chess960.[35]
- Primer tauler de l'equip indi al Campionat del món d'escacs per equips de 2010 a Bursa (medalla de bronze).[12][13]

## Partides notables
- Pentala Harikrishna vs Zhong Zhang, Premier 2002, defensa francesa: (C00), 1-0
- Pentala Harikrishna vs Liviu Dieter Nisipeanu, Pune Super GM 2004, defensa NimzoÍndia: Variant clàssica (E32), 1-0
- Pentala Harikrishna vs Xu Jun, Campionat del món de la FIDE K.O. 2004, defensa Benoni: Variant Taimanov (A67), 1-0
- Pentala Harikrishna vs Leinier Dominguez-Perez, Bermuda 2005, Caro-Kann Defense: Accelerated Panov Attack, Modern Variation (B10), 1-0
- Pentala Harikrishna vs Shakhriyar Mamedyarov, Aerosvit GM Tournament 2006, Four Knights Game: Scotch Variation, Krause Gambit (C47), 1-0
- Nigel Short vs Pentala Harikrishna, Montreal International 2007, Russian Game: French Attack (C42), 0-1